# Lilian Sheldon
Lilian Sheldon, née en mai 1862 et morte le 6 mai 1942, est une zoologiste britannique.

## Biographie
Lilian Sheldon est née à Handsworth en 1862. Elle a deux frères et quatre sœurs. Ses parents, Ann Sharp et le révérend John Sheldon, s'attachent à ce que leurs filles fréquentent le Handsworth Ladies' College. Trois d'entre elles poursuivent leurs études supérieures à Cambridge. En 1880, Lillian Sheldon fréquente le Newnham College, université pour femmes créé en 1871 à Cambridge. Deux de ses sœurs étudient au Girton College. Sa sœur aînée, Helen Sheldon, devint directrice d'école réputée à Sydenham.
Lilian Sheldon réussit deux Tripos de sciences naturelles à Cambridge en 1883 et 1884.
Elle mène des recherches sur le développement de l'embryon des tritons avec Alice Johnson et sur l'anatomie et la morphologie de l'ascidie solitaire Cynthia rustica (maintenant appelée Styela rustica) et de Peripatus. Ses recherches sont publiées dans le Quarterly Journal of Microscopical Science,. Elle  contribue au chapitre sur les Némertines dans le volume 2 de la série Cambridge Natural History. Elle travaille au laboratoire biologique Balfour, en morphologie de 1892 à 1893. Elle donne des conférences sur l'anatomie comparée de 1893 à 1898, au Newham College. Elle est membre associée du Collège de 1894 à 1906. Elle prend sa retraite du monde universitaire vers 1898.
Elle publie ensuite des articles sur les bâtiments traditionnels du Devonshire dans les Transactions of the Devonshire Association. Pendant la Première Guerre mondiale, elle travaille pour le YMCA de Birmingham, où elle est l'une des premières femmes conductrices du pays.
En 1932, elle rédige avec Walter de la Mare la préface du dernier ouvrage de son frère Gilbert Sheldon mort en 1931,,.

## Espèce dédiée
- Ichneumon sheldonae (Kittel, 2016) - une espèce d'insectes hyménoptères de la famille des Ichneumonidae